# Dallas Americans
O Dallas Americans foi um clube americano de futebol  com sede em Dallas, Texas, membro da American Soccer League.

## História
Depois que a ASL acabou, o clube se juntou à recém-formada United Soccer League, que durou duas temporadas. 